# Adolphe Édouard Mortier
Adolphe-Édouard-Casimir-Joseph Mortier (n. 13 februarie 1768 - d. 28 iulie 1835), duce de Trévise, mareșal al Franței, militar și om politic francez. A ocupat funcția prestigioasă de comandant al Grenadierilor din Gardă începând cu 1804 și s-a situat printre apropiații împăratului Napoleon I, care îl stima pentru caracterul său drept și loial.
După ce și-a făcut studiile la Douai, Mortier s-a înrolat în Gărzile Naționale, fiind ales căpitan în 1791. Participă cu distincție la Războaiele Revoluției Franceze, luptând în nordul Franței la Jemmapes, Hondschoote, Fleurus. Trece apoi la „Armata Rinului”, cu gradul de adjutant general șef de brigadă. Se distinge și aici într-o lungă serie de bătălii, cum ar fi Altenkirchen, Giessen sau Friedberg. În 1797 i se oferă gradul de general de brigadă, pe care îl refuză, dar sfârșește prin a-l accepta în februarie 1799. Se distinge apoi sub comanda lui Masséna în cadrul celei de-a doua bătălii de la Zürich, unde este acesta din urmă îl numește general de divizie chiar pe câmpul de bătălie (25 septembrie). În 1803, Mortier ocupă Hanovra, la ordinul Primului Consul Bonaparte.
În 1804 devine colonel general comandant al artileriei și mateloților Gărzii Consulare, apoi Mareșal al Imperiului. Se distinge la Dürrenstein în 1805, comandând în același an infanteria Gărzii Imperiale. Anul următor, în timpul Războiului celei de-a Patra Coaliții, Mortier ocupă Germania de nord și apoi participă la bătălia de la Friedland. Din iulie 1808, Mortier este Duce de Trévise și între 1808 și 1811 luptă în peninsula iberică, la Licinena, Ocaña, La Gebora etc. Participă apoi la campania din Rusia, unde comandă infanteria „Tinerei Gărzi”, având un rol important la Moskova, a doua bătălie de la Krasnoie sau traversarea de la Berezina. Participă apoi la întreaga campanie din Germania centrală, din cadrul celei de-a Șasea Coaliții (1813). În 1814 luptă pentru apărarea teritoriului francez și apără Parisul. La revenirea lui Napoleon, Mortier îl „conduce” pe regele Ludovic al XVIII-lea până la granița cu Belgia, apoi se raliază Împăratului, fiind numit Pair al Imperiului comandant al Gărzii. Suferă însă o criză de sciatică chiar înainte de începerea campaniei și lasă comanda Gărzii secundului său, generalul Drouot. Odată cu a doua Restaurație vine și dizgrația lui Mortier, care se declarase incompetent să îl judece pe camaradul său de arme, Mareșalul Ney.
Redevine Pair al Franței în 1819 și este numit ambasador în Rusia în 1830, apoi Președinte al Consiliului de Miniștri, funcție pe care o îndeplinește între 18 septembrie 1834 și 12 martie 1835. Apropiat al regelui Ludovic-Filip I, Mortier îl însoțea pe acesta la o trecere în revistă a Gărzii Naționale, pe 28 iulie 1835, moment în care a căzut victimă unui atentat cu bombă împotriva regelui. Este înmormântat la Les Invalides și numele Mortier este înscris pe Arcul de Triumf din Paris.